# Оріхівська міська рада
Орі́хівська міська́ ра́да — адміністративно-територіальна одиниця та орган місцевого самоврядування в Оріхівському районі Запорізької області. Адміністративний центр — місто Оріхів.

## Загальні відомості
- Територія ради: 10,38 км²
- Населення ради: 15 544 особи (станом на 1 січня 2011 року)
- Територією ради протікає річка Конка

Рада розташована в історичній будівлі садиби Генріха Янцена.

## Населені пункти
Міській раді підпорядковані населені пункти:
- м. Оріхів

## Склад ради
Рада складається з 30 депутатів та голови.
- Голова ради: Герасименко Сергій Михайлович
- Секретар ради: Жбанкова Людмила Михайлівна

### Керівний склад попередніх скликань
| Прізвище, ім'я, по батькові       | Основні відомості                                                       | Дата обрання | Дата звільнення |
| --------------------------------- | ----------------------------------------------------------------------- | ------------ | --------------- |
| Бережко Михайло Іванович          | Міський голова, 1951 року народження, безпартійний                      | 26.03.2006   | 31.10.2010      |
| Герасименко Сергій Михайлович     | Міський голова, 1960 року народження, освіта вища, член Партії регіонів | 31.10.2010   | 25.10.2015      |
| Герасименко Сергій Михайлович     | Міський голова, 1960 року народження, освіта вища, безпартійний         | 25.10.2015   | 25.10.2020      |
| Хворостянов Анатолій Анатолійович | Міський голова, 1971 року народження, освіта вища, безпартійний         | 25.10.2020   |                 |

Примітка: таблиця складена за даними сайту Верховної Ради України

### Депутати
За результатами місцевих виборів 2010 року депутатами ради стали:

#### За суб'єктами висування
| Суб'єкт висування                                       | Кількість обраних депутатів | %    |
| ------------------------------------------------------- | --------------------------- | ---- |
| Партія регіонів                                         | 23                          | 76,7 |
| Політична партія Всеукраїнське об'єднання «Батьківщина» | 3                           | 10   |
| Комуністична партія України                             | 2                           | 6,7  |
| Політична партія «Сильна Україна»                       | 2                           | 6,7  |

#### За округами
| № округу                                                | Прізвище, ім'я, по батькові      | Дата визнання обраним | Освіта  | Партійна приналежність                        | Відомості про обраного депутата                                                                           |
| ------------------------------------------------------- | -------------------------------- | --------------------- | ------- | --------------------------------------------- | --- |
| Комуністична партія України                             |                                  |                       |         |                                               | |
| б/м                                                     | Шепель Тамара Миколаївна         | 03.11.2010            | вища    | член Комуністичної партії України             | Кіровська загальноосвітня школа І-ІІ ст., вчитель                                                         |
| б/м                                                     | Єрмоленко Микола Андрійович      | 03.11.2010            | вища    | член Комуністичної партії України             | комунальний заклад «Оріхівська ЦРЛ», лікар                                                                |
| Партія регіонів                                         |                                  |                       |         |                                               | |
| б/м                                                     | Жбанкова Людмила Михайлівна      | 03.11.2010            | вища    | член Партії регіонів                          | Оріхівська міська рада, секретар                                                                          |
| б/м                                                     | Стояк Людмила Миколаївна         | 03.11.2010            | вища    | член Партії регіонів                          | КЗ «Оріхівська ЦРЛ», завідувачка гінекологічного відділення                                               |
| б/м                                                     | Новіков Ігор Олександрович       | 03.11.2010            | вища    | член Партії регіонів                          | перше Оріхівське відділення ПАТ КБ «Приватбанк», керуючий                                                 |
| б/м                                                     | Сахань Руслан Васильович         | 03.11.2010            | вища    | член Партії регіонів                          | КЗ «Оріхівська ЦРЛ», лікар ортопед- травматолог                                                           |
| б/м                                                     | Ємельяненко Наталя Анатоліївна   | 03.11.2010            | вища    | член Партії регіонів                          | Оріхівська державна податкова інспекція, начальник відділу оподаткуванн я фізичних осіб                   |
| б/м                                                     | Бондаренко Микола Миколайович    | 03.11.2010            | вища    | член Партії регіонів                          | КЗ "Оріхівська дитяча-юнацька спортивна школа ", директор                                                 |
| б/м                                                     | Стеценко Олена Віталіївна        | 03.11.2010            | вища    | член Партії регіонів                          | ОКДНЗ «Сонечко», завідувачка                                                                              |
| б/м                                                     | Бондаренко Антоніна Іванівна     | 16.11.2010            | вища    | член Партії регіонів                          | КЗ «Оріхівська ЦРЛ», відділення сімейної медицини, завідувачка, сімейний лікар                            |
| 1                                                       | Прищенко Костянтин Васильович    | 03.11.2010            | вища    | член Партії регіонів                          | ОСГТ, заступник директора з навчально-виробничої роботи                                                   |
| 2                                                       | Цепа Інна Вікторівна             | 03.11.2010            | вища    | член Партії регіонів                          | КП «Оріхівський ринок», директор                                                                          |
| 3                                                       | Коваль Володимир Олексійович     | 03.11.2010            | середня | член Партії регіонів                          | ТОВ «Агротех», керуючий цехом рослинництва                                                                |
| 4                                                       | Кленін Сергій Миколайович        | 03.11.2010            | вища    | член Партії регіонів                          | КЗ «Центральна районна аптека № 34», завідувач-провізор                                                   |
| 5                                                       | Кутова Наталія Анатоліївна       | 03.11.2010            | вища    | член Партії регіонів                          | ОКДНЗ «Калинка», завідувачка                                                                              |
| 6                                                       | Наранович Віктор Анатолійович    | 03.11.2010            | вища    | член Партії регіонів                          | ОСГТ, директор                                                                                            |
| 7                                                       | Пелешко Олександр Миколайович    | 03.11.2010            | вища    | член Партії регіонів                          | приватний підприємець                                                                                     |
| 8                                                       | Шкроботько Олег Вікторович       | 03.11.2010            | середня | член Партії регіонів                          | ТОВ «Агротех», заступник директора з комерційних питань та з виробництва                                  |
| 9                                                       | Мартиш Володимир Михайлович      | 03.11.2010            | середня | член Партії регіонів                          | приватний підприємець                                                                                     |
| 10                                                      | Дирман Олександр Володимирович   | 03.11.2010            | вища    | член Партії регіонів                          | ТОВ «Огрод ЛТД», директор                                                                                 |
| 11                                                      | Мірошник Олександр Володимирович | 03.11.2010            | середня | член Партії регіонів                          | приватний підприємець                                                                                     |
| 12                                                      | Мартиш Михайло Михайлович        | 03.11.2010            | вища    | член Партії регіонів                          | приватний підприємець                                                                                     |
| 13                                                      | Лепетченко Станіслав Миколайович | 03.11.2010            | вища    | член Партії регіонів                          | ТОВ «Торговий дім Оріхів», директор                                                                       |
| 14                                                      | Поліщук Світлана Валентинівна    | 03.11.2010            | середня | член Партії регіонів                          | ПП «Гефест», директор                                                                                     |
| 15                                                      | Назарчук Григорій Володимирович  | 03.11.2010            | середня | член Партії регіонів                          | ТОВ «Агротех», головний механік, керуючий, заступник директора                                            |
| Політична партія Всеукраїнське об'єднання «Батьківщина» |                                  |                       |         |                                               | |
| б/м                                                     | Булаткіна Людмила Анатоліївна    | 03.11.2010            | вища    | член Всеукраїнського об'єднання «Батьківщина» | приватний підприємець                                                                                     |
| б/м                                                     | Пакета Юрій Дмитрович            | 03.11.2010            | вища    | член Всеукраїнського об'єднання «Батьківщина» | приватне підприємство «Інтер-Союз 2000», директор                                                         |
| б/м                                                     | Яровая Любов Олексіївна          | 03.11.2010            | вища    | член Всеукраїнського об'єднання «Батьківщина» | «Література рідного краю», "Основи журналістики"Орі хівського Будинку дитячої творчості, керівник гуртків |
| Політична партія «Сильна Україна»                       |                                  |                       |         |                                               | |
| б/м                                                     | Остапенко Олександр Миколайович  | 03.11.2010            | вища    | член Політичної партії «Сильна Україна»       | приватний підприємець                                                                                     |
| б/м                                                     | Онищенко Сергій Олександрович    | 03.11.2010            | вища    | член Політичної партії «Сильна Україна»       | ООО «Опроменерго», заступник директора                                                                    |